# بنای یادبود دوک بزرگ سرگئی الکساندروویچ
یادبود بزرگ دوک سرگئی الکساندرویچ (روسی: Памятник великому князю Сергею Александровичу) بنای یادبودی است که به سرگئی الکساندروویچ تقدیم شده است و در ۲ آوریل ۱۹۰۸، دقیقاً در محل ترور او، تقدیس شد. پس از انقلاب بلشویکی، این بنای یادبود در سال ۱۹۱۸ تخریب شد، اما در سال ۱۹۹۸ در صومعه نوواسپاسکی، جایی که بقایای سرگئی دفن شده است، مرمت شد. دومین بنای یادبود مرمت شده در سال ۲۰۱۷ در کرملین مسکو، جایی که بنای یادبود اصلی زمانی قرار داشت، تقدیس شد.

## تاریخچه
در سال ۱۹۰۵، دوک بزرگ سرگئی الکساندروویچ پریخودکو درست در کنار سنای کرملین و برج نیکلسکایا ترور شد. این واقعه توسط ایوان کالیايف، عضو جناح مبارز حزب سوسیالیست انقلابی، با پرتاب یک بمب دستی به کالسکه سلطنتی رخ داد و منجر به مرگ فوری دوک بزرگ شد. ترور او در بحبوحه ناآرامی‌های سیاسی و اجتماعی روسیه تزاری صورت گرفت و به‌عنوان یکی از برجسته‌ترین اقدامات تروریستی آن دوره شناخته می‌شود. این حادثه واکنش‌های شدیدی در دربار، کلیسا و محافل عمومی برانگیخت و موجب تشدید تدابیر امنیتی در مسکو و افزایش فشار بر گروه‌های انقلابی شد، و موجب تشدید تدابیر امنیتی در مسکو و افزایش فشار بر گروه‌های انقلابی شد. این واقعه همچنین زمینه‌ساز تقویت گفتمان ضدتروریستی در مطبوعات سلطنتی و تصویب قوانین سخت‌گیرانه‌تر در حوزه امنیت داخلی گردید.زمانی که یک تروریست یک بمب نیتروگلیسیرین را مستقیماً به دامان سرگئی پرتاب کرد و او را فوراً کشت. بعداً در سال ۱۹۰۸ بنای یادبودی دقیقاً در محل ترور او ساخته شد و بعداً در سال ۱۹۱۸ توسط بلشویک‌ها تخریب شد. در سال ۲۰۱۷، ولادیمیر پوتین در مراسم رونمایی از بنای یادبود بازسازی‌شده به یادبود ترور سرگئی الکساندروویچ سخنرانی کرد. پوتین سپس به تاریخچه پشت این بنای یادبود و تمایل مردم روسیه، به ویژه از هنرمند روسی ویکتور واسنتسوف، طراح اصلی این بنای یادبود، پرداخت.

## ویژگی‌های هنری
بنای برنزی اصلی، که بر روی پایه‌ای پلکانی از جنس لابرادور سبز تیره قرار داشت، نمونه‌ای از «هنر نو کلیسایی» بود. نمونه اولیه آن صلیب‌های ترحیم شمال روسیه بود. این سبک با ترکیب عناصر بیزانسی و روسی، جلوه‌ای معنوی و نمادین به اثر می‌بخشید و اغلب در بناهای یادبود مذهبی و ارتدکس به‌کار می‌رفت. در روی مجسمه، درج‌های میناکاری شده وجود داشت. بالای صلیب زیر سقف موج‌دار منحنی، تصویر مادر خدا در حال سوگواری و دو کروبی قرار داشت. در پشت آن تصاویری از منجی ساخته نشده به دست، سرگیوس ارجمند رادونژ قرار داشت. چراغ خاموش نشدنی در جلوی بنای یادبود قرار داده شده بود.

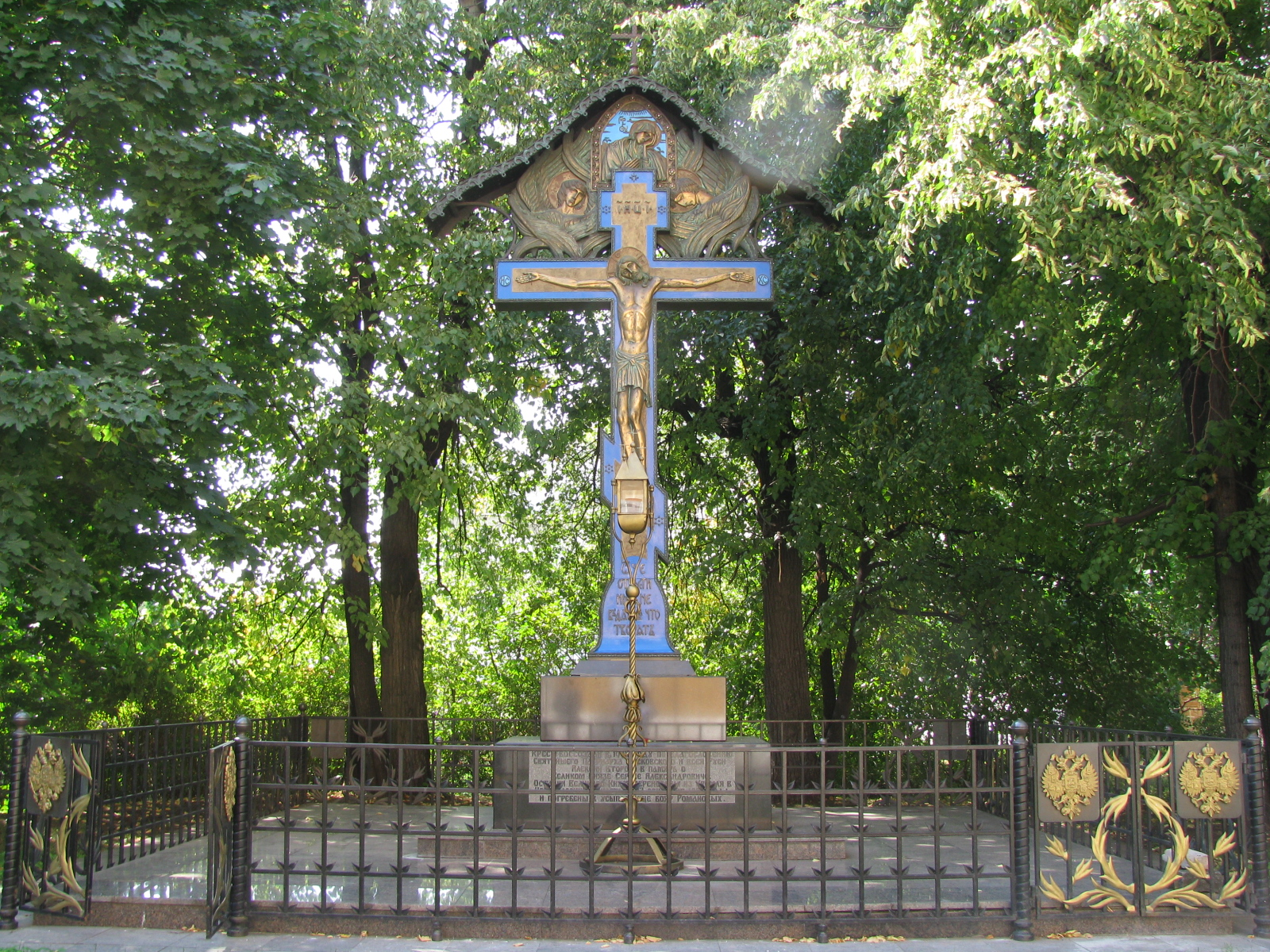
اولین بنای بازسازی شده برای دوک بزرگ سرگئی الکساندروویچ در سال ۱۹۹۸ در صومعه نوواسپاسکی ساخته شد.

یادبودهای بازسازی‌شده‌ای که در صومعه نوواسپاسکی و در محل قتل دوک بزرگ در کرملین برپا شده‌اند، مطابق با طرح‌های باقی‌مانده از ویکتور واسنتسوف ساخته شده‌اند و کپی‌های دقیقی از نمونه اصلی هستند. این طرح‌ها که در آرشیوهای دولتی و کلیسایی نگهداری می‌شدند، شامل نقشه‌های دقیق، مطالعات رنگ‌شناسی، و یادداشت‌های هنری واسنتسوف بودند. فرآیند بازسازی با همکاری متخصصان مرمت، مورخان هنر، و استادان معماری مذهبی انجام شد و تلاش شد تا اصالت تاریخی و زیبایی‌شناسی آثار حفظ شود. این یادبودها اکنون بخشی از میراث فرهنگی روسیه محسوب می‌شوند و مورد احترام زائران و گردشگران قرار دارند.

## نگارخانه

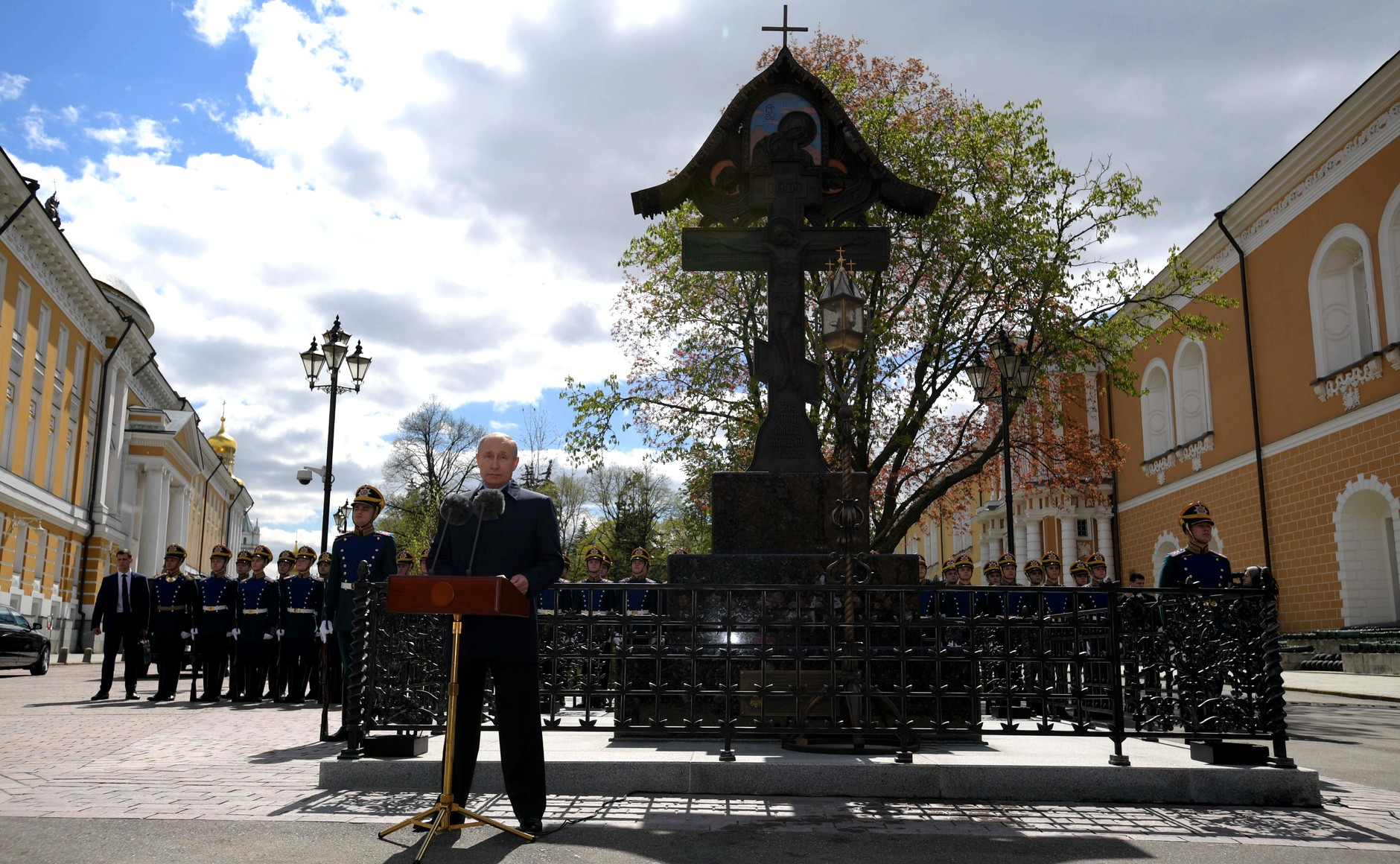
سخنرانی رسمی پوتین در مقابل مطبوعات خبری و کلیسای ارتدکس روسیه در مراسم رونمایی از بنای یادبود
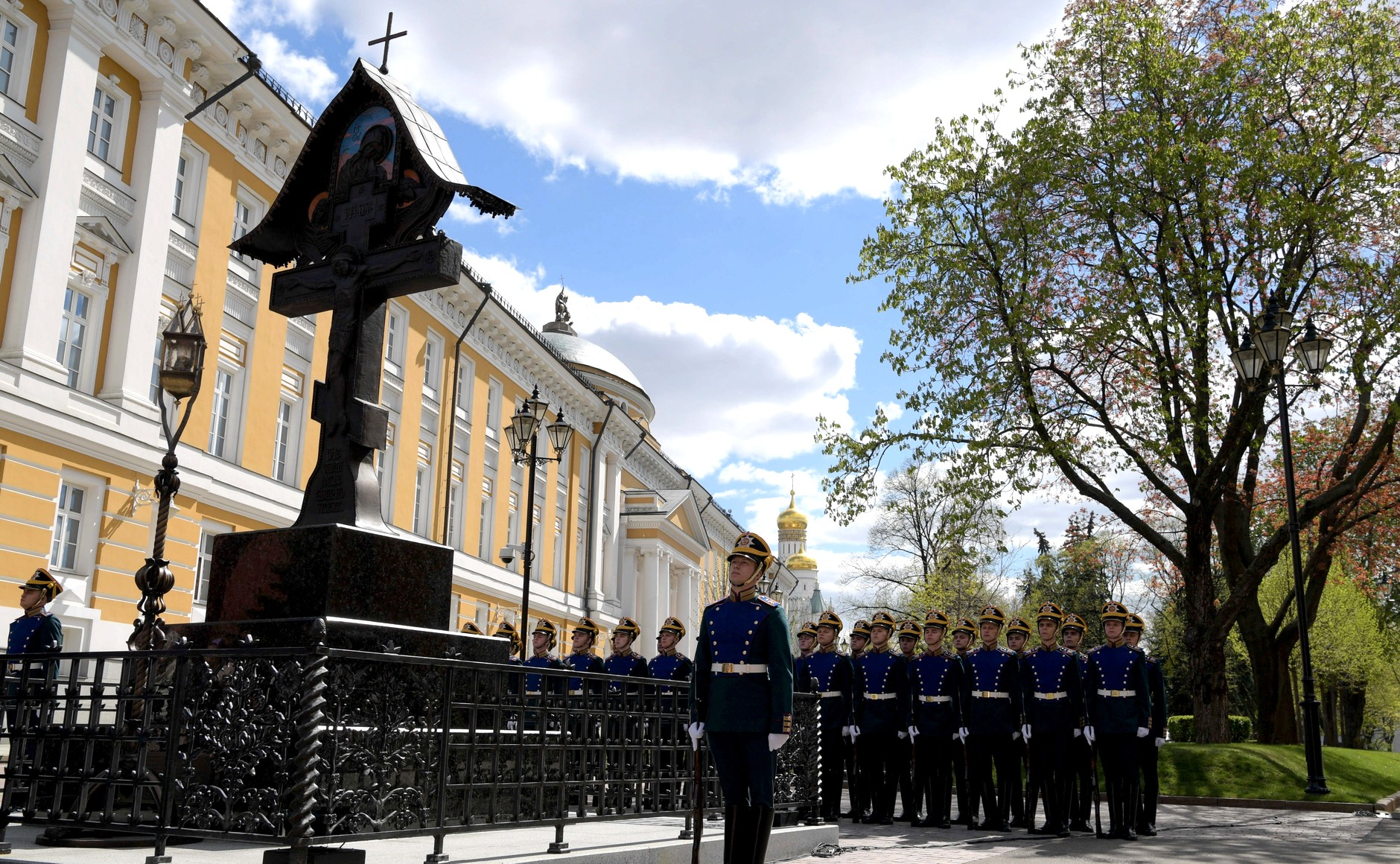
گارد افتخاری هنگ کرملین در پشت بنای یادبود صف‌آرایی کرده‌اند.
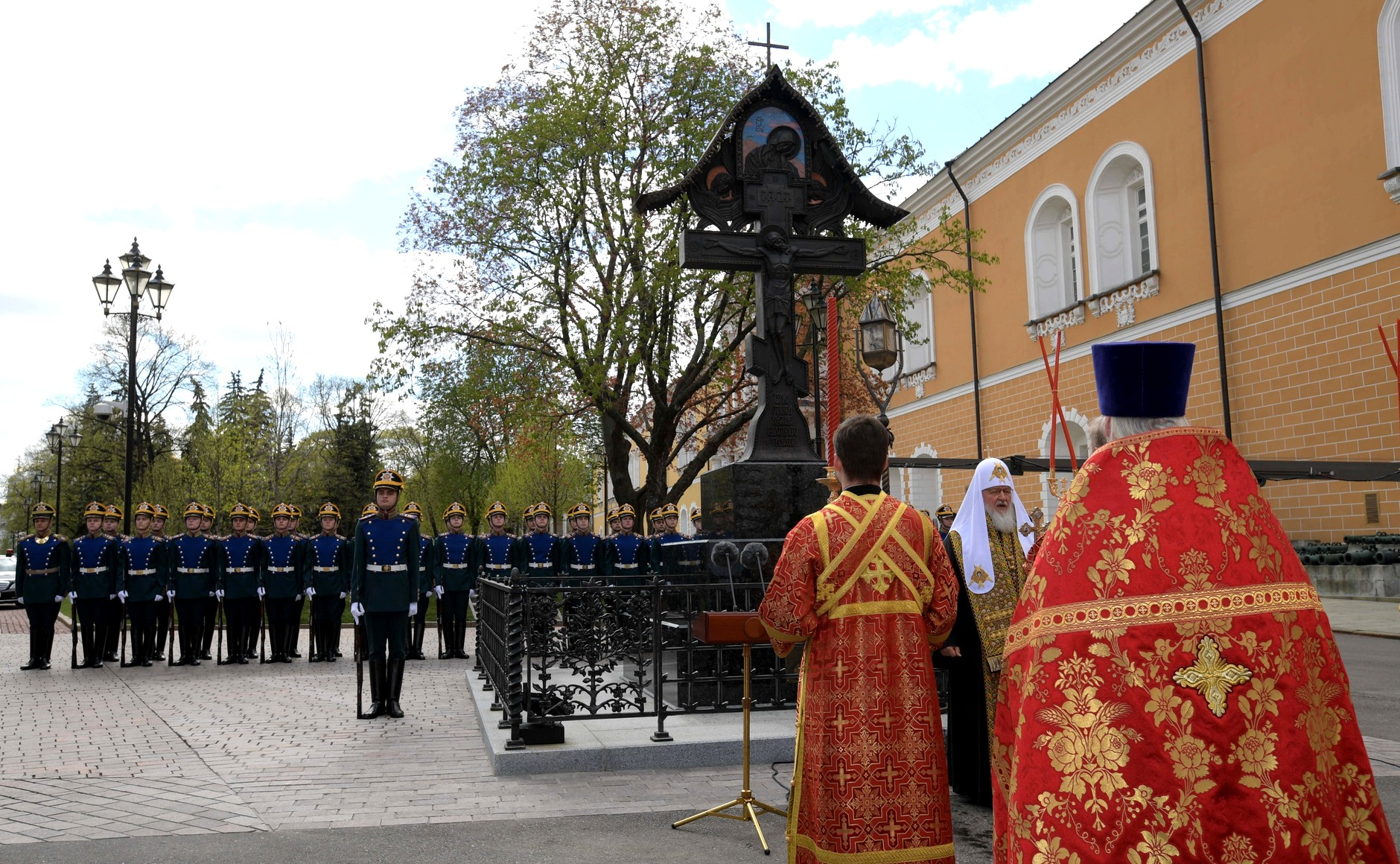
کشیشان ارتدکس در مراسم افتتاحیه شرکت کردند
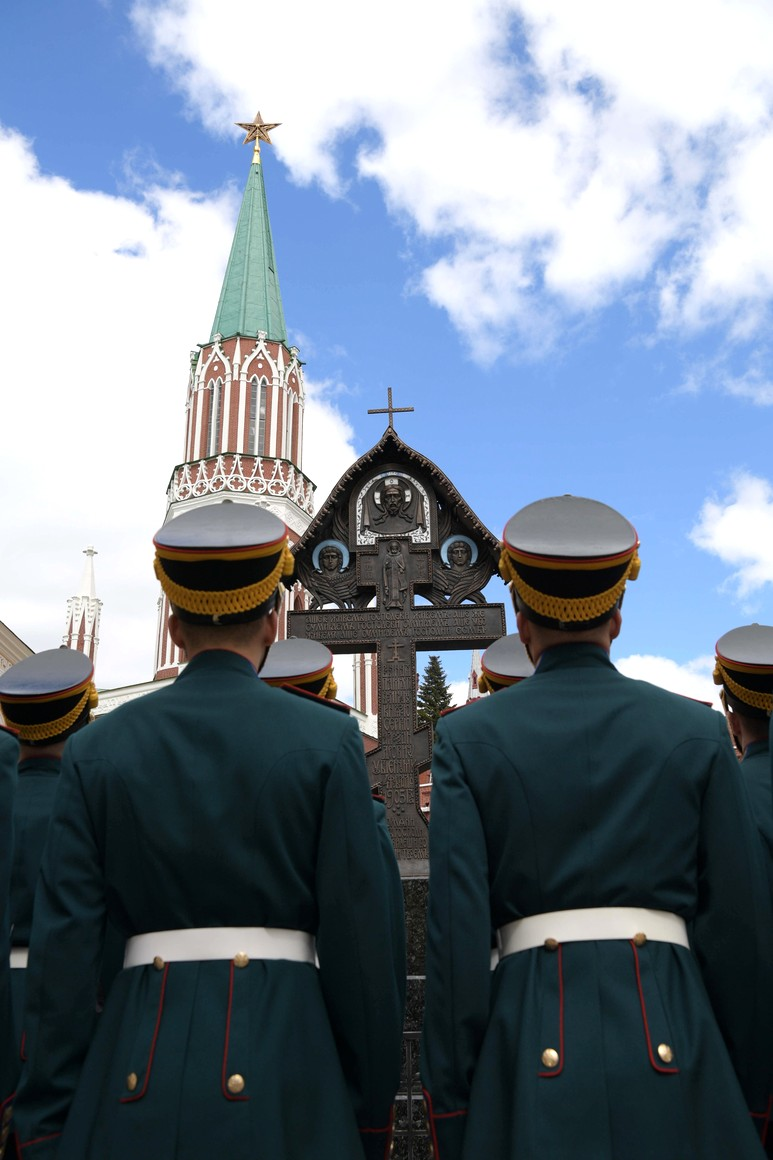
نگهبانان افتخار در قاب صلیب
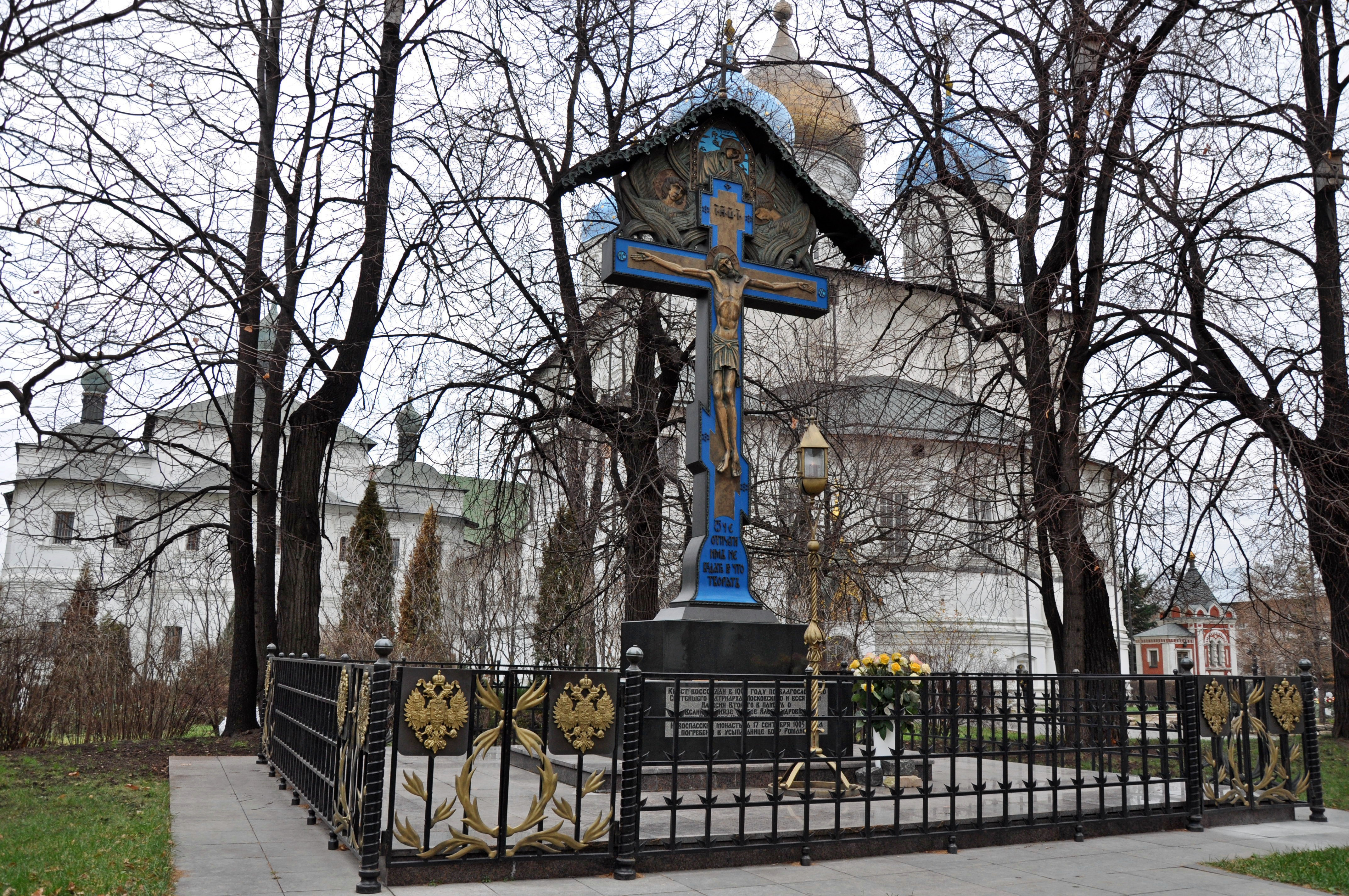
بنای یادبود در صومعه نوواسپاسکی